# Francesco Bonaini
Francesco Bonaini (Livorno, 20 luglio 1806 – Collegigliato, 28 agosto 1874) è stato un filologo, paleografo e archivista italiano, fondatore del metodo storico nel riordino degli archivi, tuttora principio cardine della scienza archivistica.

## Biografia

### Le origini e la carriera ecclesiastica
Francesco Bonaini nacque da Domenico, figlio di un ebreo convertito al cattolicesimo, e Giuseppa Carboni. Dopo che il padre morì suicida a causa di una malattia mentale, Francesco Bonaini intraprese la carriera ecclesiastica, studiando all'Università di Pisa e laureandosi in utroque iure nel 1825 e teologia nel 1826. L'anno successivo, grazie anche al beneplacito del granduca Leopoldo II, divenne professore di diritto canonico. Nei quattordici anni successivi, però, si dedicò principalmente all'analisi dell'archivio storico di Pisa, ricostruendone la storia medievale e i rapporti commerciali con le altre città durante la sua fase aurea di repubblica marinara.

### Gli anni '40 e la Prima guerra d'indipendenza
Dimesso l'abito ecclesiastico, nel 1840 divenne docente di storia del diritto italiano a Pisa, intrattetendo rapporti con Giovan Pietro Viesseux, colto storico svizzero residente da tempo a Firenze, il quale fondò nel 1842 la rivista Archivio storico italiano che, come recita il sottotitolo, aveva l'ambizione di essere una «Raccolta di opere e documenti, inediti o divenuti rarissimi, riguardanti la storia d’Italia».
Nel frattempo, l'Italia si stava preparando ai moti insurrezionali del 1848: sulla spinta dell'elezione di papa Pio IX nel 1846, del neoguelfismo e delle idee mazziniane, anche in Toscana i giovani della borghesia e dell'aristocrazia parteciparono attivamente alla guerra contro l'Austria scatenata dal re di Sardegna Carlo Alberto. Bonaini partecipò col battaglione dei giovani studenti toscani col grado di capitano nel 1848 ma, sulla strada di Reggio Emilia, fu colto da una crisi di follia che gli impedì di partecipare agli scontri. Rientrato in patria, fu poi internato per un anno nel manicomio di Perugia dove, recuperata la ragione, continuò a dedicarsi ai suoi amati studi storici grazie al direttore del manicomio, contribuendo alla ricostruzione di buona parte della storia dell'Umbria che pubblicò poi sull'Archivio storico italiano del Viesseux.

### Gli anni '50 e l'Unità

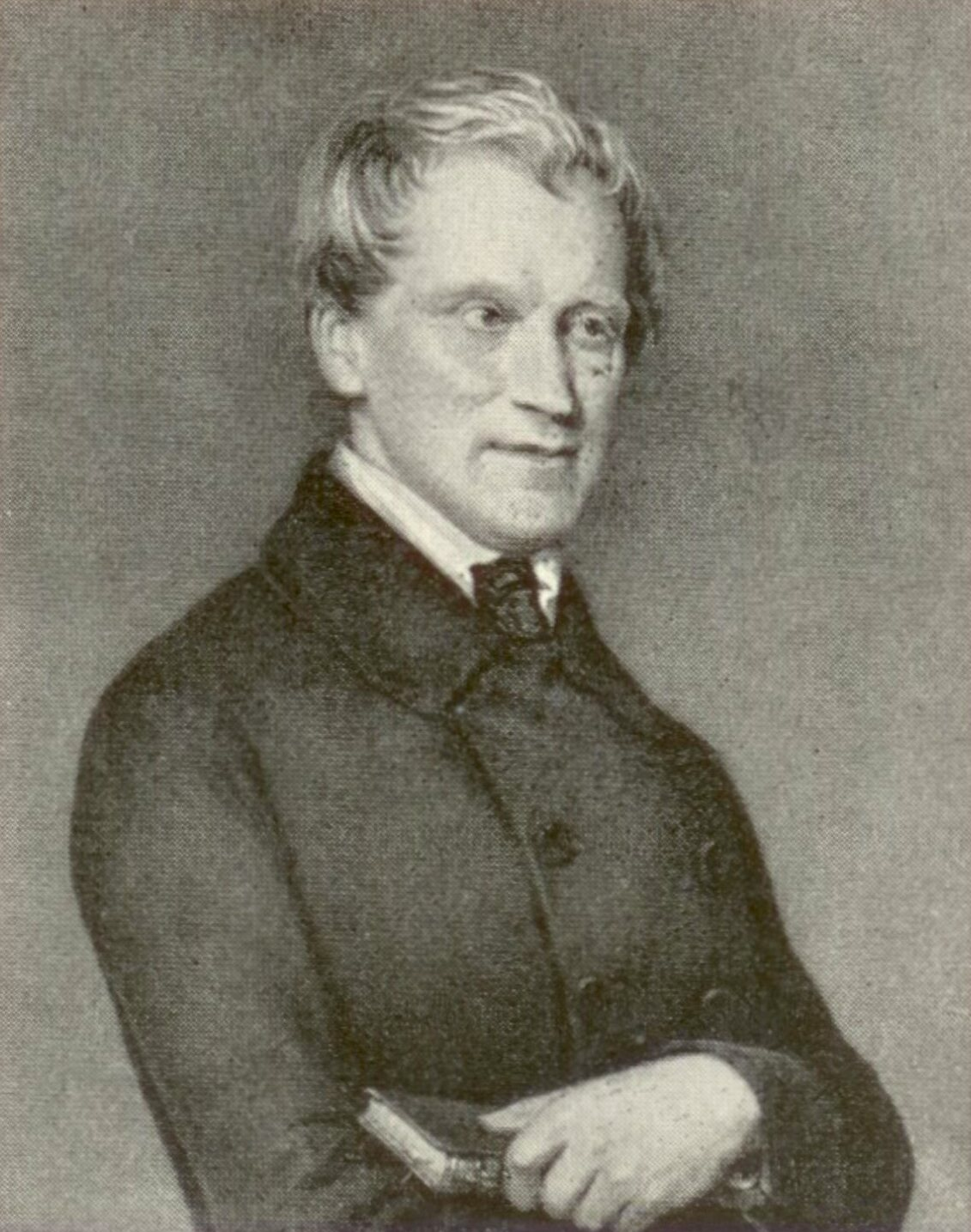
Johann Friedrich Böhmer

#### Il riordino degli archivi toscani
Bonaini, che nel frattempo era entrato in contatto con il metodo del rispetto dei fondi adottato in Francia, cercò di sostenere queste sue tesi in Italia fingendo di ricevere da parte dello storico e diplomatista tedesco Johann Friedrich Böhmer le indicazioni per riordinare gli archivi toscani, giungendo a pubblicare nel 1850 delle lettere che il fondatore dei Regesta Imperii gli avrebbe inviato. Grazie ai buoni uffici del granduca Leopoldo II, Bonaini riuscì a creare una commissione per il riordino degli archivi toscani e, il 20 giugno 1855, divenne il primo direttore dell'Archivio di Stato di Firenze che trovò sede in alcuni locali del Palazzo degli Uffizi. Dal 1856 Bonaini ottenne ufficialmente anche il ruolo di Sovrintendente degli Archivi Toscani e direttore degli Archivi di Stato di Lucca e di Siena, potendo così legare il proprio nome sia al riordinamento degli archivi fiorentini (1852-55) che a quelli dell'intero territorio del Granducato, grazie anche al contributo di notevoli collaboratori quali Cesare Guasti, Salvatore Bongi, Giovanni Sforza.

#### Il "metodo storico" e il rispetto dell'unità dei fondi

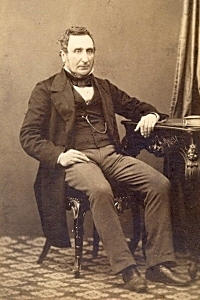
Francesco Bonaini

Nel riordino degli archivi toscani, Francesco Bonaini introdusse in Italia il metodo del rispetto dei fondi (o principio di provenienza), adottato in Francia nel 1841 grazie allo storico Natalis de Wailly e che si opponeva al principio di pertinenza o metodo peroniano adottato nel Regno Lombardo-Veneto grazie all'azione di Ilario Corte e soprattutto di Luca Peroni. Secondo la metodologia promossa da Francesco Bonaini, gli archivi non dovevano essere separati e riorganizzati sulla base della materia trattata nei documenti (principio di pertinenza), ma dovevano essere mantenuti integri (principio di provenienza). Bonaini, comunque, andò oltre alla concezione francese formulata da Wailly: nella fase di riordino di un archivio, secondo Bonaini, quest'ultimo doveva essere anche ricostruito integralmente secondo le direttive stabilite un tempo dal soggetto produttore che produsse quel determinato archivio. In sostanza, quello che fu definito metodo storico, aveva come obiettivo il ripristino dell'archivio al fine di conoscere con esattezza anche la storia dell'istituzione che lo produsse, come emerse in una nota del 1867 che Bonaini indirizzò al Ministero dell'Istruzione da cui gli Archivi toscani dipendevano:
(Francesco Bonaini, in Valenti, Riflessioni sulla natura e struttura degli archivi, p. 87)

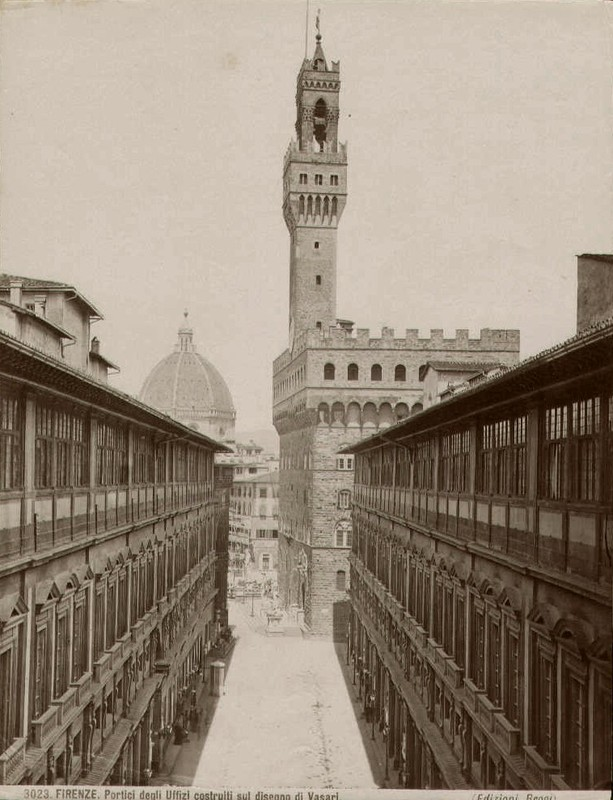
I portici della Palazzo degli Uffizi, prima sede dell'Archivio di Stato di Firenze, come apparivano ai tempi del Bonaini. Sullo sfondo, Palazzo Vecchio e la cupola del Duomo.

La lezione del Bonaini è fondamentale, in quanto essa costituisce attualmente l'elemento base del lavoro di tutti gli archivisti. Dopo l'unità d'Italia iniziò anche il riordinamento degli archivi dell'Emilia, delle Marche e dell'Umbria. Notevole fu anche la sua opera di accademico e segretario della Accademia della Crusca.

### Gli ultimi anni
Il lavoro di riordinamento degli archivi toscani e le gravi responsabilità che questo ufficio gli dava finirono per sfibrare ulteriormente la già precaria salute psichica di Bonaini. Nel 1865, infatti, vi fu il trasferimento della capitale del Regno d'Italia da Torino a Firenze con il trasferimento degli archivi ministeriali nel capoluogo toscano e l'adibimento di alcuni locali dell'Archivio di Stato di Firenze ad uso del Senato furono infatti un duro colpo alla sua capacità di lavoro. Dopo un primo ricovero sempre nel manicomio di Perugia nel 1863, fu definitivamente internato nella casa di salute di Collegigliato (Pistoia), dove morì per atrofia cerebrale nel 1874. Le sue spoglie riposano nel Camposanto monumentale di Pisa, sotto il pavimento del loggiato nord.

## Opere
- Francesco Bonaini, Sopra alcuni diplomi inediti dell'imperatore Federigo II, del principe Federigo d'Antiochia e di Enzo re di Sardegna: lettera del professor Francesco Bonaini, in Archivio Storico Italiano - appendice, vol. 2, Pisa, febbraio 1845, SBN PIS0057286.Il frontespizio dell'opera contenente lo scambio epistolare tra Francesco Bonaini a Antonio Panizzi sulla gestione degli Archivi di Stato italiani.
- (LA, IT) Francesco Bonaini, Statuti inediti della città di Pisa dal XII al XIV secolo: raccolti ed illustrati per cura del prof. Francesco Bonaini, Firenze, G. P. Vieusseux, 1854-1870, SBN UBO1264187., in 3 voll.
- Francesco Bonaini, Su i lavori e le pubblicazioni degli archivi sottoposti alla soprintendenza generale, Firenze, Tip. Galileiana di M. Cellini, 1862, SBN TO01158466.
- (LA, IT) Francesco Bonaini, Gli archivi delle provincie dell'Emilia e le loro condizioni al finire del 1860: studi del prof. Francesco Bonaini, Firenze, coi tipi di M. Cellini e C. alla Galileiana, 1861, SBN RAV0335643.
- Francesco Bonaini, Archivi toscani: discorso fatto dal cav. Francesco Bonaini, in Giornale La gioventù, vol. 1, Firenze, Tip. galileiana di M. Cellini, febbraio 1862, SBN MOD0362038.
- Francesco Bonaini, Discorso per l'inaugurazione del R. Archivio di Stato in Pisa, Pisa, Tipografia Nistri, 1865, SBN LIA0866861.
- Francesco Bonaini, Discorso per l'inaugurazione del R. Archivio di Stato di Siena, Siena, Tip. dell'Ancora di G. Bargellini, 1867, SBN RML0173499.
- Francesco Bonaini e Antonio Panizzi, Di alcune principali questioni sugli archivi italiani: lettere di F. Bonaini e A. Panizzi, 2ª ed., Lucca, Tipografia Giusti, 1867, SBN TO00752561.

### Esplicative
1. ↑  Lodolini, p. 125. Le lettere che Bonaini ebbe dal Böhmer furono poi pubblicate nel saggio:  Johann Franz Böhmer, Opuscoli di G.F. Böhmer circa all'ordinare gli archivi e specialmente gli archivi di Firenze, a cura di Francesco Bonaini, Firenze, Cellini, 1865, SBN CBR0000496., due anni dopo la morte del diplomatista tedesco. Salvatore Bongi, autore del necrologio, affermò che i due si incontrarono effettivamente a Firenze nell'autunno del 1849 (cfr. Bongi, p. 160).
2. ↑  Come viene ricordato in Lodolini, p. 125, Bonaini chiamò tale metodo "storico" «non perché fosse fatto per servire e giovare alla storia, ma perché aveva il suo fondamento nella storia e a questa si ispirava».
3. ↑  Angelucci, p. 91. La Commissione Cibrario, infatti, si riunì soltanto nel 1870 e con Regio Decreto 1852/1875 si stabilì che gli Archivi di Stato fossero alle dipendenze del Ministero dell'Interno e non dell'Istruzione.

### Bibliografiche
1. ↑  Bongi, p. 149.
2. 1 2 3 4 5  Prunai.
3. 1 2  Bongi, p. 150.
4. ↑  Bongi, p. 152.
5. ↑  Cronologia Viesseux.
6. ↑  Bongi, p. 155.
7. 1 2  Bonaini.
8. ↑  Prunai, Bonaini e Lodolini, p. 123, n. 1
9. ↑  Lodolini, pp. 123-124.
10. ↑  Lodolini, p. 123.
11. ↑  Per uno sguardo d'insieme, si veda il saggio di Lanzini.
12. ↑  Bertini-Petrilli, p. 100.
13. ↑  Bongi, p. 168.
14. ↑  Bongi, pp. 167-168.
15. ↑  Bongi, pp. 172-173.
16. ↑   Elenco alfabetico dei decorati dell'Ordine dei SS. Maurizio e Lazzaro : dal 17 marzo 1861 (proclamazione del Regno d'Italia) al 31 dicembre 1869, Torino, Stamperia Reale, 1870,  p. 24.
17. ↑   Parte decimaterza : Ministero dell'Interno, in Calendario generale del Regno d'Italia : anno secondo, Torino, Stamperia dell'Unione tipografico-editrice, 1863,  p. 848. URL consultato il 14 giugno 2020. Ospitato su Biblioteche civiche torinesi.
18. 1 2 3 4 5 6 7   Parte ottava : Amministrazione provinciale, in Calendario generale del Regno d'Italia : anno decimoprimo, Roma, Tipografia Barbera, 1873,  p. 701. URL consultato il 14 giugno 2020. Ospitato su Biblioteche civiche torinesi.
19. ↑  La precisazione della classe si trova in  Parte decimaterza : Ministero dell'Interno, in Calendario generale del Regno d'Italia : anno secondo, Torino, Stamperia dell'Unione tipografico-editrice, 1863,  p. 848. URL consultato il 14 giugno 2020. Ospitato su Biblioteche civiche torinesi.